# قرار ملاقات (فیلم ۱۹۶۹)
قرار ملاقات (انگلیسی: The Appointment) فیلمی به کارگردانی سیدنی لومت است که در سال ۱۹۶۹ منتشر شد. از بازیگران آن می‌توان به عمر شریف، آنوک امه، ساندرو دُری و لوته لنیا اشاره کرد.